# Rio Cuango
O Cuango (ou Kwango) é um rio de Angola e da República Democrática do Congo.

## Percurso
O Cuango nasce nas terras altas do Alto Chicapa, na província angolana da Lunda Sul, e corre na direcção Norte, servindo de fronteira com a República Democrática do Congo, acabando por entrar neste país, juntando-se ao rio Cassai próximo da cidade de Bandundu, antes de desaguar no rio Congo. O rio tem cerca de 1 100 quilómetros de extensão, dos quais 855 em Angola.

## História
Os antigos reinos de Cassange e da Matamba situavam-se na bacia do Cuango.

## Economia
A sub-bacia do rio Cuango é, atualmente, uma importante área de extração de diamantes.